# Harald Thilander
Harald Josias Eusebius Thilander, född 23 oktober 1877 i Breareds socken, död 13 december 1958 i Danderyds församling, var en svensk blindboktryckare.
Harald Thilander var son till folkskolläraren Johan Petter Thilander och Gustafva Elisabeth Höök. Han insjuknade vid 6 1/2 års ålder i scharlakansfeber och barnförlamning, vilket medförde att han blev helt blind, nästan döv samt ofärdig i händerna. Han uppfostrades på Eugeniahemmet i Solna 1886–1906. Från 18 års ålder bedrev han självstudier, särskilt i främmande språk som tyska, franska och engelska samt esperanto. Thilander drev från 1906 ett blindboktryckeri, senare lokaliserat till Stocksund. Från 1909 var han redaktör för De blindas veckoblad samt från 1912 även för de blindas esperantotidning Esperanta Ligilo, vilka båda trycktes med blindskrift. Dessutom utgav han ett stort antal böcker för blinda, särskilt på esperanto. På många sätt verkade han även för internationellt samarbete mellan blinda, genom spridning av tryckalster till nästan alla Europas länder och genom deltagande i de blinda esperantisternas kongresser. Thilander blev hedersledamot i De Blindas Förening 1939 och i Stockholms läns blindförening 1943 samt i De blindas världsråd 1953, vars diplom han samtidigt mottog.
Harald Thilander var från 1919 gift med Karin Höjer, från 1928 med Varma Elisabeth Järvenpää.